# Járnsaxa
Járnsaxa (/jɑːrnˈsæksə/; norvegiană veche: [ˈjɑːrnˌsɑksɑ], „pumnal de fier”) este un Jötunn din mitologia nordică. În Edda în proză a lui Snorri Sturluson , ea este portretizată ca iubita lui Thor și ca mama lui Magni , un băiețel de trei ani cu o forță prodigioasă.

Cuprins
1	Mitologia nordica
2	În seria God of War
2.1	Zeul războiului (2018)
3	Triviale
4	Referințe
PUBLICITATE
Mitologia nordica
Járnsaxa este unul dintre personajele mai puțin cunoscute din mitologia nordică, Járnsaxa este iubita lui Thor și mama biologică a fiului său cel mare Magni .
În Skáldskaparmál , soția lui Thor , zeița Sif, este fie numită ea însăși „Járnsaxa”, fie numită printr-un kenning care înseamnă „rivalul lui Járnsaxa”, dând confuzie dacă Sif este sau nu distinctă de Járnsaxa, mama lui Magni . La sfârșitul poveștii, Odin susține că Thor a greșit oferindu-i splendidul cal Gullfaxi lui Magni , fiul unei giantese, mai degrabă decât lui însuși, tatăl lui Thor . În toate saga-urile nordice supraviețuitoare, Járnsaxa are un singur partener: Thor . Ea a dat naștere fiului său cel mare Magni , care este destinat să supraviețuiască distrugerii de la Ragnarök și să continue să creeze lumea nouă. În Skáldskaparmál (Edda în proză), Odin sugerează că nu este un mare fan al zeiței Jötunn sau al copilului ei .
Când Thor rămâne prins sub piciorul gigantului de gheață Hrungnir , niciun zeu Æsir nu are puterea să ridice piciorul de pe zeul Thunder. Când fiul său, Magni , sosește și își eliberează tatăl, Thor îi este atât de recunoscător fiului său încât îi oferă calul lui Magni Hrungnir , Gullfaxi. Cu toate acestea, Odin devine supărat de gestul lui Thor . El afirmă că Magni este jumătate Jötunn (din moment ce mama lui este Járnsaxa), un dușman al zeilor Æsir și nu merită un cal atât de magnific. Iar Odin ia calul pentru el.
De asemenea, este important de reținut că în cadrul aceluiași poem (Skáldskaparmál ), Sif se referă la ea însăși ca Járnsaxa, unii cred că acest pasaj poate fi tradus ca „rivalul lui Járnsaxa”, ceea ce are sens, deoarece Járnsaxa este menționat ca iubitul lui Thor .
Járnsaxa este un jötunn , iubitor situațional al lui Thor și mama fiului cel mare al lui Thor, Magni . Nu se știu multe despre ea, deoarece este menționată indirect o singură dată în God of War (2018) de Sindri . Cu toate acestea, putem fi lăsați să presupunem că a trecut de mult după ce Thor a ucis fără milă uriașii cu sânge rece. Thor i-a urât pe toți uriașii, în ciuda faptului că s-a culcat cu unul. S-ar fi putut pur și simplu să fi fost în stare de ebrietate, așa cum se menționează de nenumărate ori de-a lungul jocurilor, el este și a fost întotdeauna complet beat, cu greu amintindu-și întâlnirile cu oamenii (un exemplu fiind când s-a luptat cu Laufey , dar nu și-a putut aminti lupta din cauza intoxicației sale). niveluri.)
Zeul războiului (2018)
Când Kratos îl întreabă pe Sindri despre fiii lui Thor, acesta ajunge să-l menționeze pe Járnsaxa. El numește relația ei cu Thor „o poveste sordidă ”. Este singura dată când este menționată Járnsaxa. [1]